# قائمة محررات النصوص
نعرض تالياً قائمة بأسماء محررات النصوص. لعرض المزيد من التفاصيل يمكن فتح صفحة المقالة المخصصة للمحرر المراد معرفته.

## الواجهات الرسومية والواجهات النصية
المحررات التالية الذكر يمكن أن تكون محررات تستخدم تحت الواجهة الرسومية أو الواجهة النصية.

### محررات النظام الإفتراضية
| اسم المحرر                           | وصف المحرر |
| ------------------------------------ | --- |
| محرر متعدد الإستخدام والقابل للتوسعة | وهو المحرر الإفتراضي في نظام ذاكرة افتراضية مفتوح وتم تنفيذه وبرمجته عن طريق أداة معالجة النصوص أو ما يعرف ب ("Text Processing Utility "TPU) |

### المحررات الحرة ومفتوحة المصدر
| اسم المحرر         | وصف المحرر |
| ------------------ | --- |
| أكواماكس           | محرر نصوص مبني على المحرر إيماكس وقد تم تعديله بشكل جذري ليتلائم مع بيئة نظام التشغيل ماك أو إس. |
| كريم               | أداة تستخدم لتخصيص وظائف محرر النصوص المعروف فيم. |
| إلفيس              | محرر نصوص مفتوح المصدر. |
| إيماكس وأكس إيماكس | إثنين من أقدم مستنسخات محرر النصوص الشهير إيماكس المخصص لكتابة الشيفرة المصدرية للمبرمجين، ومن المعروف أن إيماكس وفي آي هما محررات النصوص المهيمنة في أنظمة التشغيل المشابهة ليونكس، ومن المعلوم أيضاً أن المنافسة بين هذين المحررين قد أوجد ما عرف لاحقا بحروب محررات النصوص. |
| محرر اللغة الحساسة | محرر نصوص مخصص للمبرمجين يعمل على نظام أوبن في أم أس وتم تطبيقه باستخدام أداة معالجة النصوص. |
| فايل               | محرر نصوص شبيه بفي آي حيث يقوم باستخدام نفس مجموعة أوامر "في آي" مع إضافة مميزات جديدة منها: تعدد النوافذ والعوازل، القدرة على إعادة حالة النص إلى المالانهاية، تلوين النصوص وتمييزها، القابلية لتوسيع قاعدة وظائفه باستخدام البرمجة النصية والعديد من الميزات الأخرى.        |
| فيم                | يعتبر "فيم" أحد أهم محاكيات محرر النصوص "في آي" وأشهرها على الإطلاق، ويمكن استخدام "فيم" في الواجهات الرسومية وواجهات سطور الأوامر النصية. |
| واي آي             | محرر نصوص مكتوب بلغة هاسكل |

## محررات السطوح الرسومية

### المحررات الإفتراضية
| اسم المحرر    | وصف المحرر                                                       |
| ------------- | ---------------------------------------------------------------- |
| إي            | محرر النصوص الإفتراضي في نظام آي‌ بي‌ إم أو إس/2. [بحاجة لمصدر]    |
| جي إديت       | محرر النصوص الإفتراضي في واجهة جنوم الرسومية.                    |
| ليف باد       | محرر النصوص الإفتراضي في واجهة إل إكس دي إي الرسومية.            |
| كايت/كيه رايت | محررات النصوص الإفتراضية في واجهة كيه دي إي الرسومية.            |
| ماوس باد      | محرر النصوص الإفتراضي في واجهة إكسفس الرسومية.                   |
| نوتباد        | محرر النصوص الإفتراضي في نظام مايكروسوفت ويندوز.                 |
| سيمبل تيكست   | محرر النصوص الإفتراضي في نظام ماك أو إس من الإصدارة 7.5 فما فوق. |
| تيتش تيكست    | محرر النصوص الإفتراضي في نظام ماك أو إس من قيل الإصدارة 7.5      |
| تيكست إديت    | محرر النصوص الإفتراضي في نظام ماك أو إس أكس.                     |
| أكس إديت      | محرر النصوص الإفتراضي في نظام (VM/CMS).                          |

### محررات البرمجيات الحرة
| اسم المحرر         | وصف المحرر |
| ------------------ | --- |
| أكمي               | واجهة مستخدم للمبرمجين تم تطويرها على يد روب بايك.                                                                                |
| أكل باد            | محرر نصوص مخصص بتحرر النصوص البسيطة، تم تصميمه ليكون صغير الحجم وسريع، يوجد له العديد من الإضافات.                                |
| بلوفيش             | محرر نصوص مخصص لكتابة البرامج المستخدمة في تطوير الويب.                                                                           |
| كونتكست            | محرر نصوص مخصص للعمل على نظام مايكروسوفت ويندوز.                                                                                  |
| كريمسون إيديتور    | محرر نصوص مخصص للمبرمجين لكتابة الشيفرة المصدرية يعمل على نظام مايكروسوفت ويندوز.                                                 |
| جيني               | محرر نصوص خفيف وسريع ويعتبر أيضاً بيئة تطوير متكاملة ويستخدم مكتبة جتك+.                                                           |
| جي إديت            | محرر نصوص بسيط يعمل على واجهة جنوم الرسومية، ويعتبر جي إديت الموازي لكيه إديت في واجهة كيه دي إي الرسومية.                        |
| جيه                | محرر نصوص تم تطويره باستخدام لغة البرمجة جافا.                                                                                    |
| جي إيدت            | محرر نصوص متعدد المنصات مخصص للمبرمجين لكتابة الشيفرة المصدرية، تم تطويره باستخدام لغة البرمجة جافا ويندرج تحت رخصة جنو العمومية. |
| جوف                | محرر نصوص مفتوح المصدر ويعتبر أحد محاكيات محرر النصوص إيماكس.                                                                     |
| جف إد              | محرر نصوص خفيف وسريع تم تطويره باستخدام مكتبة كيوت.                                                                               |
| كايت               | محرر نصوص يعمل على واجهة كيه دي إي الرسومية.                                                                                      |
| كايل               | هو محرر تخ/لاتخ ذو واجهة رسومية تساعد المستخدم على كتابة وثائق تخ ولاتخ بسهولة.                                                   |
| كود                | محرر نصوص مخصص لتحرير الشيفرة المصدرية، يعمل على نظام ماك أو إس أكس وهو شبيه تكست مايت                                            |
| كيه رايت           | محرر النصوص الإفتراضي في واجهة كيه دي إي الرسومية.                                                                                |
| ليو                | محرر نصوص تم تطويره بلغة بايثون.                                                                                                  |
| أم سي إديت         | محرر نصوص مقدم مع (ميدنايت كوماندور).                                                                                             |
| ميتاباد            | بديل نوتباد في نظام مايكروسوفت ويندوز ويندرج تحت رخصة جنو العمومية.                                                               |
| ميكرو إيماكس       | محرر نصوص محاكي لإيماكس. |
| إن إيدت            | محرر نصوص مخصص لكتابة الشيفرة المصدرية.                                                                                           |
| نوتباد++           | محرر نصوص مخصص لكتابة الشيفرة المصدرية وهو مخصص للعمل على نظام مايكروسوفت ويندوز.                                                 |
| نوتباد2            | محرر نصوص مخصص للعمل على نظام مايكروسوفت ويندوز.                                                                                  |
| بي                 | محرر نصوص يعمل على نظام بي أو إس.                                                                                                 |
| بروغرامرز نوتباد   | محرر نصوص مخصص لكتابة الشيفرة المصدرية ويعمل على نظام مايكروسوفت ويندوز.                                                          |
| آر تيكست           | محرر نصوص مخصص لكتابة الشيفرة المصدرية ويندرج تحت رخصة جنو العمومية.                                                              |
| سام                | محرر نصوص متعدد الملفات. |
| سايت               | محرر نصوص متعدد المنصات. |
| تيكس نيك سينتر     | محرر نصوص مخصص لكتابة الشيفرة المصدرية.                                                                                           |
| تيكس شوب           | محرر نصوص مجاني مخصص للعمل مع أنظمة لاتخ وتخ                                                                                      |
| تيكست مايت         | محرر نصوص يعمل على أنظمة ماك أو إس أكس.                                                                                           |
| ذا هيسلينج إيديتور | أحد أقدم مشاريع محررات النصوص المفتوحة المصدر.                                                                                    |
| يونيرد             | محرر نصوص مخصص للعمل على أنظمة مايكروسوفت ويندوز ويدعم العديد من مشفرات الرموز (Character Encoding).                              |
| أكس إديت           | محرر نصوص للعمل على نظام النافذة إكس.                                                                                             |
| يوديت              | محرر نصوص يدعم اليونيكود للعمل على نظام النافذة إكس.                                                                              |

### محررات مجانية
| اسم المحرر                        | وصف المحرر                                                                                             |
| --------------------------------- | --- |
| بي بي اديت لايت                   | محرر نصوص مجاني من شركة بير بونز سوفتوير الأمريكية.                                                    |
| إيدي                              | محرر نصوص تم إطلاقة للمرة الاولى عام 1997 وللعمل على نظام بي او اس ولاحقاً أصبح يدعم نظامي لينوكس وماك. |
| جيت ديز                           | بديل لنوتباد على نظام ويندوز.                                                                          |
| أتشxدي                            | محرر نصوص للعمل مع الملفات الكبيرة الحجم.                                                              |
| كومودو اديت                       | محرر نصوص مخصص لكتابة البرامج مع لغات البرمجة المرنة.                                                  |
| ليد/لاتكس                         | محرر نصوص مجاني مخصص للعمل مع أنظمة لاتخ وتخ على نظام تشغيل ويندوز.                                    |
| نوت تاب                           | محرر نصوص مجاني مخصص للعمل على نظام تشغيل ويندوز.                                                      |
| بروجرامرز فايل ايديتور (بي اف اي) | محرر نصوص مجاني قام بتطويره ألان فيليبس.                                                               |
| بي أس باد                         | محرر نصوص مجاني مخصص للعمل على نظام تشغيل ويندوز ويدعم العديد من البيئات البرمجية.                     |
| آر جيه تيكست إد                   | محرر نصوص مجاني مخصص للتحرير نصوص الشيفرة المصدرية.                                                    |
| كيوتن                             | محرر نصوص مجاني قامت بإطلاقه شركة بارا إيستوديو.                                                       |
| تيد نوتباد                        | محرر نصوص مجاني مخصص للعمل على نظام تشغيل ويندوز.                                                      |
| تيكست رانجلر                      | محرر نصوص مجاني مخصص للعمل على نظام ماك.                                                               |

### رخصة شخصية (محررات نصوص مجانية للأفراد)
| اسم المحرر       | وصف المحرر                                                                 |
| ---------------- | -------------------------------------------------------------------------- |
| أتش تي أم أل كيت | محرر نصوص مخصص لتحرير نصوص لغة رقم النص الفائق يعمل على نظام تشغيل ويندوز. |

### محررات النصوص الاحتكارية
| اسم المحرر               | وصف المحرر                                                                              |
| ------------------------ | --------------------------------------------------------------------------------------- |
| ألفاتك                   | محرر نصوص متعدد المنصات يعمل على الأنظمة التي تحوي أطار العمل تي كيه.                   |
| بي بي إديت               | محرر نصوص من شركة بير بونز سوفتوير الأمريكية.                                           |
| كود رايت                 | محرر نصوص مخصص لكتابة الشيفرة المصدرية للمبرمجين.                                       |
| جولد إد                  | محرر النصوص في بيئة التطوير المتكاملة (كيوبك آي دي إي).                                 |
| سيجنص إد                 | محرر نصوص مخصص للعمل على أنظمة مورف أو أس وأميغا أو إس.                                 |
| إي تيكست إديتور          | محرر نصوص مخصص للعمل على نظام تشغيل ويندوز.                                             |
| إديت بلس                 | محرر نصوص مخصص للعمل على نظام تشغيل ويندوز.                                             |
| إم إديتور                | محرر نصوص مخصص للعمل على نظام تشغيل ويندوز.                                             |
| إبسيلون                  | محرر نصوص مخصص لكتابة الشيفرة المصدرية للمبرمجين وهو أيضاً أحد المحررات المحاكية لإيماكس |
| جي دبليو دي تيكست إديتور | محرر نصوص مخصص للعمل على نظام تشغيل ويندوز.                                             |
| آي ايه رايتر             | محرر نصوص مخصص للعمل على أنظمة ماك أو أس أكس وآي أو أس                                  |
| إن لايج                  | محرر لاتخ.                                                                              |
| كيه إديت                 | محرر نصوص مدعم بأوامر ري أكس أكس.                                                       |
| بولي إديت                | محرر نصوص مخصص للعمل على نظام تشغيل ويندوز.                                             |
| أس كيه إديت              | محرر نصوص مخصص للعمل على أنظمة ماك أو أس أكس                                            |
| سليك إديت                | محرر نصوص متعدد المنصات مخصص لكتابة الشيفرة المصدرية.                                   |
| سمولترون                 | محرر نصوص مخصص للعمل على أنظمة ماك أو أس أكس                                            |
| سورس إنسايت              | محرر نصوص مخصص لكتابة الشيفرة المصدرية.                                                 |
| صب إيثا إديت             | محرر نصوص مخصص للعمل على أنظمة ماك أو أس أكس                                            |
| صبلايم تيكست             | محرر نصوص متعدد المنصات مخصص لكتابة الشيفرة المصدرية.                                   |
| تيكست إديت بلس           | محرر نصوص مخصص للعمل على أنظمة ماك أو أس أكس                                            |
| تيكست باد                | محرر نصوص مخصص للعمل على أنظمة تشغيل ويندوز.                                            |
| ذا سيموير إديتور         | محرر نصوص متعدد المنصات.                                                                |
| تينكتا                   | محرر نصوص مخصص للعمل على أنظمة ماك أو أس أكس                                            |
| توب ستايل                | محرر نصوص مخصص للعمل على أنظمة تشغيل ويندوز.                                            |
| ألترا إديت               | محرر نصوص متعدد المنصات.                                                                |
| يوليسيس                  | محرر نصوص مخصص للعمل على أنظمة ماك أو أس أكس                                            |
| في إديت                  | محرر نصوص مخصص للعمل على أنظمة تشغيل ويندوز.                                            |
| وين إدت                  | محرر نصوص لاتخ يعمل على نظام تشغيل ويندوز.                                              |

## محررات الواجهات النصية

### محررات النظام الإفتراضية
| اسم المحرر       | وصف المحرر |
| ---------------- | --- |
| إي (بي سي دوس)   | محرر نصوص يعمل على نظامي بي سي دوس 7 وبي سي دوس 2000 |
| إديت             | محرر النصوص الإفتراضي على أنظمة دي اَر دوس ،نوفل دوس 7 ،و كالديرا أوبن دوس 7.01 وإصدارات دي اَر دوس 7.02 فما فوق. |
| إد               | محرر النصوص الإفتراضي على نظام يونكس منذ بداياته ومن المعلوم أن إد أو أي محرر نصوص متوافق معه يمكن إيجاده على الأنظمة الشبيهة بيونكس علماً أنه ليس بالضرور أن يكون هذا المحرر هو الإفتراضي على النظام.                                          |
| إي إي            | محرر نصوص يعتبر هو وفي آي أجزاء أساسية من بنية نظام فري بي ‌أس ‌دي. |
| إد لين           | محرر النصوص الإفتراضي على أنظمة إم إس دوس في الإصدارات 5 فما قبل بالإضافة إلى وجوده على أنظمة ويندوز إن تي. |
| أم أس دوس إديتور | محرر النصوص الإفتراضي على أنظمة إم إس دوس في الإصدارات 5 فما بعد كما يمكن إيجاده على جميع إصدارات ويندوز التي لا تعتمد على نسخة مستقلة من دوس                                                                                                  |
| أن في آي         | محرر النصوص الإفتراضي على أنظمة بي أس دي وبعض توزيعات لينكس وهو بديل محرر النصوص في آي على هذه الأنظمة بحيث حافظ على توافقية طريقة تحرير النصوص مع في آي بالإضافة إلى بعض المميزات والوظائف الغير موجودة في في آي.                             |
| في آي            | محرر النصوص الإفتراضي على أنظمة يونكس و"يجب" أن يكون مثبتاً على جميع الأنظمة المتوافقة مع معايير بوزيكس، ويعتبر في اَي أحد أقدم محررات النصوص التي تعتمد على شاشة الإظهار لتحرير النصوص ومن الجدير ذكره أنه بني على محرر نصوص أقدم منه اسمه إكس. |

### محررات البرمجيات الحرة
| اسم المحرر | وصف المحرر |
| ---------- | --- |
| دياكونوس   | محرر نصوص قابل للتخصيص ويعتمد على واجهة سطر الأوامر للتحرير. |
| إي ماكس    | محرر نصوص يعتمد شاشة الإظهار للتحرير يأتي هذا المحرر مع لغة برمجة مضمنة لتطوير وتحسين الوظائف والإضافات وتسمى هذه اللغة إي ماكس ليزب ومن المعلوم أن الإصدارات الأولى من إي ماكس تمت برمجتها على محرر النصوص تيكو. |
| جيه إي دي  | محرر نصوص يعتمد بشكل كبير على مكتبة أس لانغ البرمجية. |
| جيه أو إي  | محرر نصوص يعتمد واجهة سطر الأوامر للتحرير ويعمل على أنظمة يونكس. |
| أل إي      | محرر نصوص يشبه محرر النصوص نورتون في وظائفه ولكنه يأتي بميزات ووظائف إضافية. |
| من إد      | محرر نصوص يعتمد واجهة سطر الأوامر للتحرير ويعمل على معظم أنظمة التشغيل المعروفة. |
| نانو       | محرر نصوص يعتمد واجهة سطر الأوامر للتحرير وهو البديل المفتوح المصدر للمحرر بيكو. |
| أن إي      | محرر نصوص بسيط يصنف كأحد مستنسخات في آي. |
| ست إديت    | محرر مستنسخ من محرر نصوص شركة بورلاند (تيربو أي دي إي). |
| زايل       | محرر نصوص محاكي للمحرر إيماكس ويعمل على أنظمة يونكس. |

### محررات مجانية
| اسم المحرر | وصف المحرر                                              |
| ---------- | ------------------------------------------------------- |
| بيكو       | محرر نصوص يعمل على أنظمة يونكس والأنظمة الشبيهة بيونكس. |

### محررات النصوص الاحتكارية
| اسم المحرر        | وصف المحرر                                                       |
| ----------------- | ---------------------------------------------------------------- |
| ذا سيم وير إديتور | محرر نصوص يعمل على أنظمة أم أس دوس، مايكروسوفت ويندوز، وأو إس/2. |

## مكتبات وأدوات برمجية لمحررات النصوص
من المعلوم أن محررات النصوص عبارة عن برامج حاسوبية يقوم المبرمجون ببرمجتها وكتابة شيفرتها المصدرية، وعادة يستعين المبرمجون بمكتبات وأدوات لمساعدتهم على كتابة البرامج وتنفيذها وهنا نسرد بعض هذه الأدوات والمكتبات التي تساعد المبرمجين على كتابة برامج محررات النصوص:
| اسم المحرر         | وصف المحرر |
| ------------------ | --- |
| سينتيلّا            | مكتبة برمجية تقع تحت تصنيف البرمجيات الحرة، وتوفر هذه المكتبة العديد من الوظائف البرمجية للمساعدة على كتابة برامج محررات النصوص، ومن الأمثلة على محررات النصوص التي اعتمدت على هذه المكتبة جيني، ونوتباد++. |
| أداة معالجة النصوص | يرمز لها بـ TPU كانت اللغة التي طورتها شركة المعدات الرقمية (Digital Equipment Corporation) لتطوير محررات النصوص.                                                                                           |